# فرودگاه یامبیو
فرودگاه یامبیو  (به انگلیسی: Yambio Airport)  یک فرودگاه همگانی، غیرنظامی  با کد یاتا n/a است که یک باند فرود ناهموار دارد. این فرودگاه در  کشور سودان جنوبی قرار دارد و در ارتفاع ۷۲۴ متری از سطح دریا واقع شده است.